# تیرماهی لبه‌سیاه
تیرماهی لبه‌سیاه (نام علمی: Parioglossus marginalis) نام یک گونه از سرده تیرماهی‌های معلق است.